# 施维瑟尔
施维瑟尔（德語：Schwissel）是德国石勒苏益格－荷尔斯泰因州的一个市镇。总面积4.44平方公里，总人口252人，其中男性124人，女性128人（2011年12月31日），人口密度57人/平方公里。